# Actea
Actea (en grec antic Ἀκταίη) va ser, segons la mitologia grega, una nereida filla de Nereu i de Doris, una nimfa filla d'Oceà i de Tetis.
És una de les dotze nereides que consten simultàniament a les quatre llistes dels autors que en donen els noms: Apol·lodor, Hesíode, Homer i Gai Juli Higí
Era una nimfa protectora de les platges i les costes, ja que etimològicament, άκταίος ('aktaios') és la part costanera d'un territori.